# Ayaka Nishiwaki
 Ayaka Nishiwaki  (西脇綾香, Nishiwaki Ayaka), mieux connue sous le pseudonyme de A~Chan (あ〜ちゃん), née le 15 février 1989 à Hiroshima au Japon, est une chanteuse et idole japonaise et est l'une des trois membres du groupe de J-pop Perfume.

## Biographie
Nishiwaki est née et a grandi à Hiroshima au Japon. Elle y suit les cours à l'Hiroshima Actors School avec ses amies et autres membres actuels du groupe Perfume, Yuka Kashino et Ayano Ōmoto. Ayaka Nishiwaki et Yuka Kashino sont les deux membres originaux du groupe Perfume. Elles forment le groupe Perfume en 2001 avec une troisième personne, Yūka Kawashima, qui quittera le groupe peu de temps après afin de se concentrer sur ses études. Après s'être entretenu avec sa mère, qui pense qu'un trio aurait plus d'impact qu'un duo, Nishiwaki demande à Ōmoto de rejoindre Perfume sans consulter Kashino. 
En 2017, Ayaka Nishiwaki prête sa voix à un personnage animé, dans le drama japonais Tokyo Tarareba Girls. Au sujet de cette expérience, elle déclare qu'elle a « toujours voulu essayer le doublage (..) c'est donc un rêve qui devient réalité. Les commentaires de Liva (son personnage) peuvent être vraiment cruels et ce ne sont pas des commentaires que j'ai moi-même l'habitude de dire aux gens. Je suis un petit peu anxieuse à l'idée du tournage mais je suis vraiment excitée. Je me représente déjà une image concrète de Liva et j'espère que les gens l'aimeront comme je l'aime. »,. 
Nishiwaki a une petite sœur, Sayaka Nishiwaki, également membre d'un groupe, 9nine.